# Bashar Warda
Bashar Warda (Arabisch: بشار متي وردة) (Bagdad, 15 juni 1969) is een Iraaks geestelijke en aartsbisschop van de Chaldeeuws-Katholieke Kerk.
Warda bezocht het diocesaan seminarie van Bagdad en werd op 8 mei 1993 priester gewijd. In 1997 werd hij priester voor de redemptoristen gewijd en hij promoveerde in datzelfde jaar aan de Katholieke Universiteit Leuven.
Paus Benedictus XVI benoemde hem tot aartsbisschop van Erbil als opvolger van Yacoub Denha Scher, die met emeritaat ging. Hij ontving zijn bisschopswijding op 3 juli 2010 van patriarch Emmanuel III Delly.

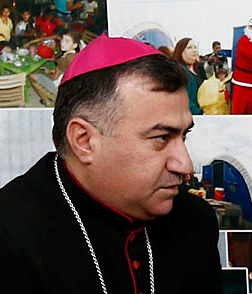
Aartsbisschop Warda in 2015.
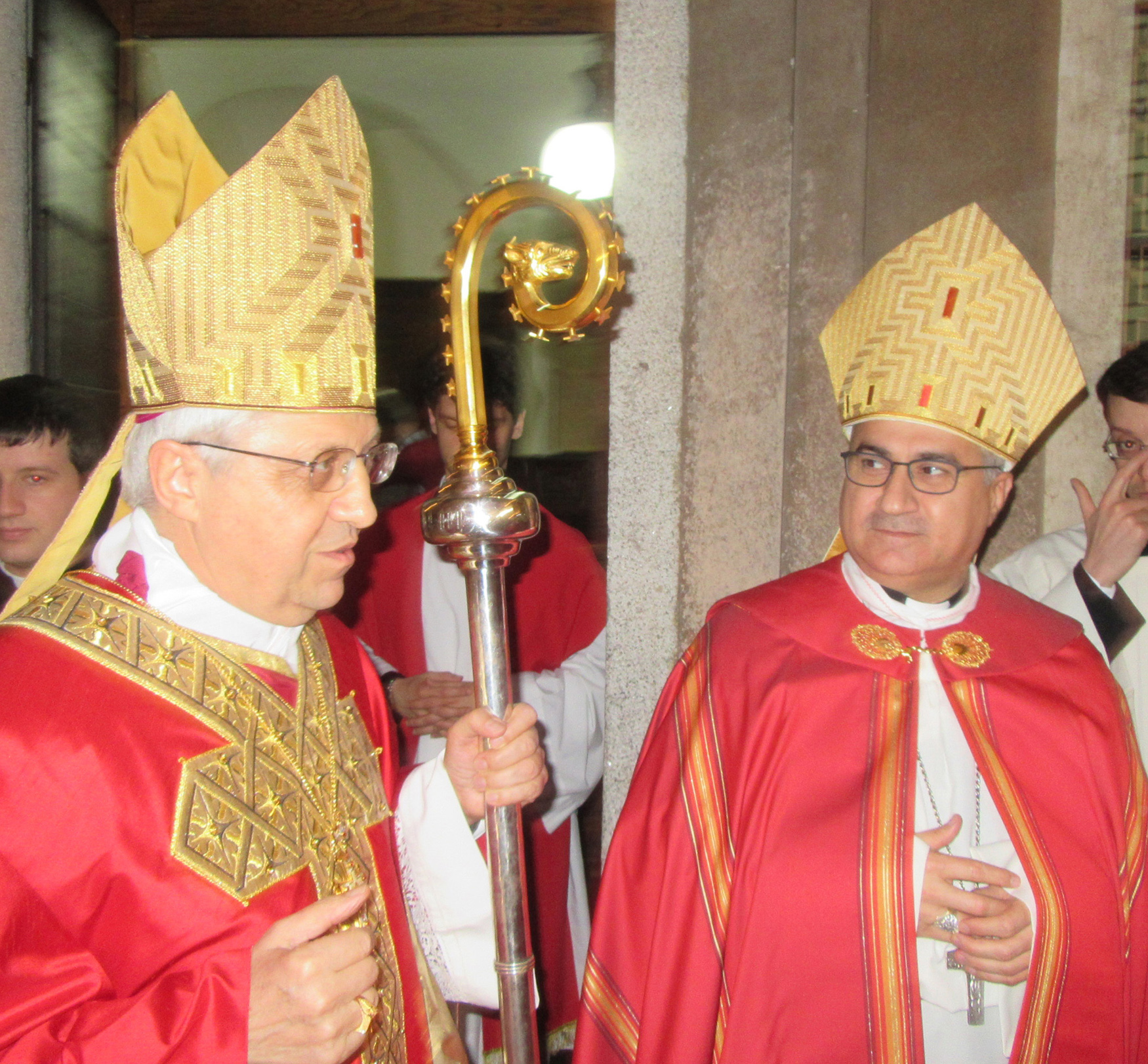
Bisschop Maurizio Malvestiti (links) met aartsbisschop Warda (rechts) tijdens de pinksterwake in de kathedraal van Lodi, 14 mei 2016